# Сад рослин
48°50′38″ пн. ш. 2°21′35″ сх. д. / 48.843888888889° пн. ш. 2.3597222222222° сх. д.
Сад рослин (фр. Jardin des plantes) — ботанічний сад у 5-му окрузі Парижа, між Паризькою мечеттю, університетським містечком Жусьє і Сеною. Сад рослин разом з невеликим зоопарком входить до комплексу Музею природознавства. Займає площу 23,5 га.

## Історія саду
2 травня 1635 року лікарі Людовика XIII організували в Парижі Королівський сад лікарських рослин (фр. Jardin royal des plantes médicinales). До Революції директором саду був Бюффон.
Зоопарк саду рослин (фр. ménagerie du Jardin des Plantes) відкрився у 1793 році, сам сад в його сучасному виді був облаштований в XIX столітті.
У рамках програми перетворення Музею природознавства, Сад рослин в 2011 році було оновлено.

Jardin des plantes de Paris

## Відомі мешканці
- Кікі (черепаха), (+1863 — 2009)[2]
- Джамбо (слон)

## Сад рослин в літературі
Сад рослин був улюбленим місцем прогулянок Нобелівського лауреата з літератури Клода Сімона. Один з його останніх романів так і називається «Jardin des plantes». Українською мовою назва роману перекладена як «Зоосад».
У Райнера Марії Рільке є вірш, що називається «В Саду рослин».

## Галерея

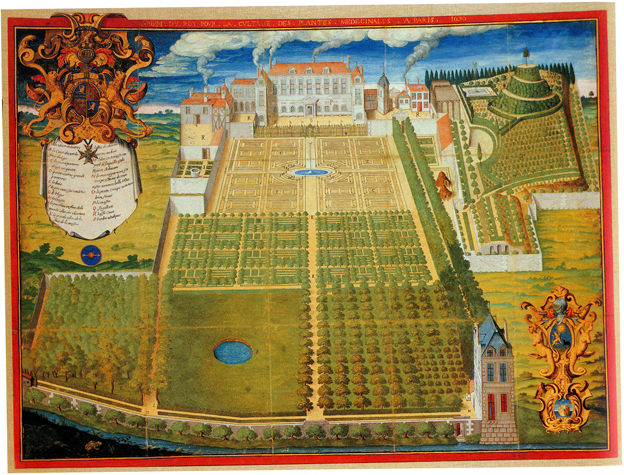
Сад рослин в 1636 році
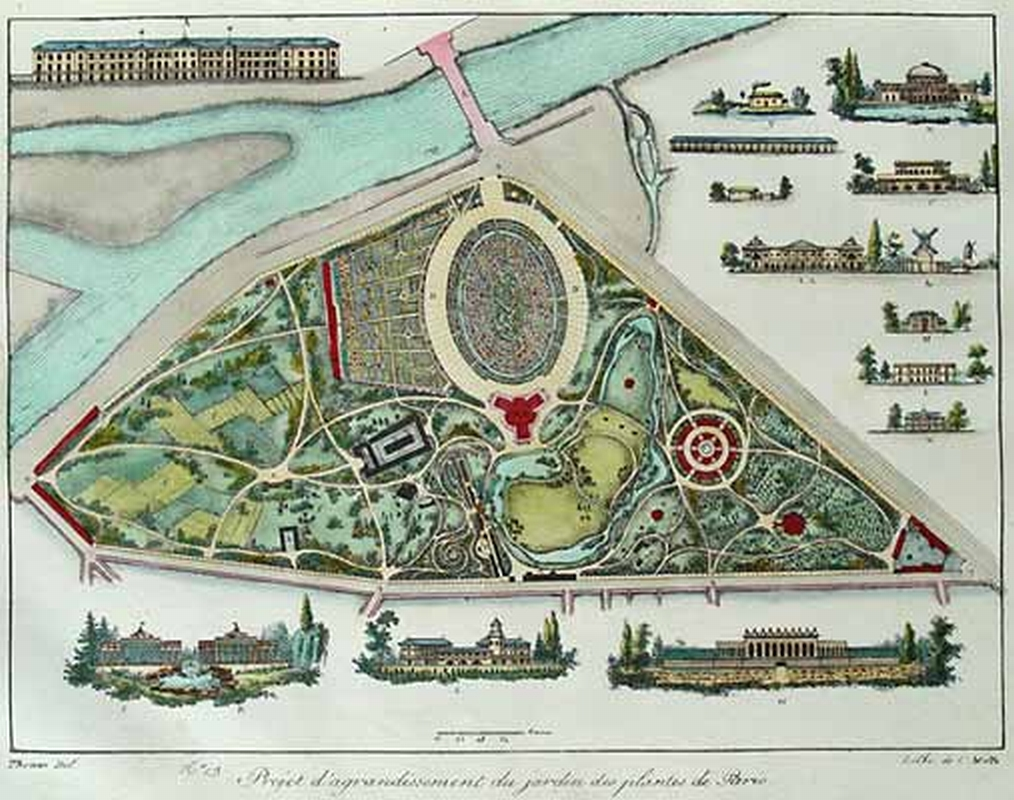
Сад рослин, план 19 ст.
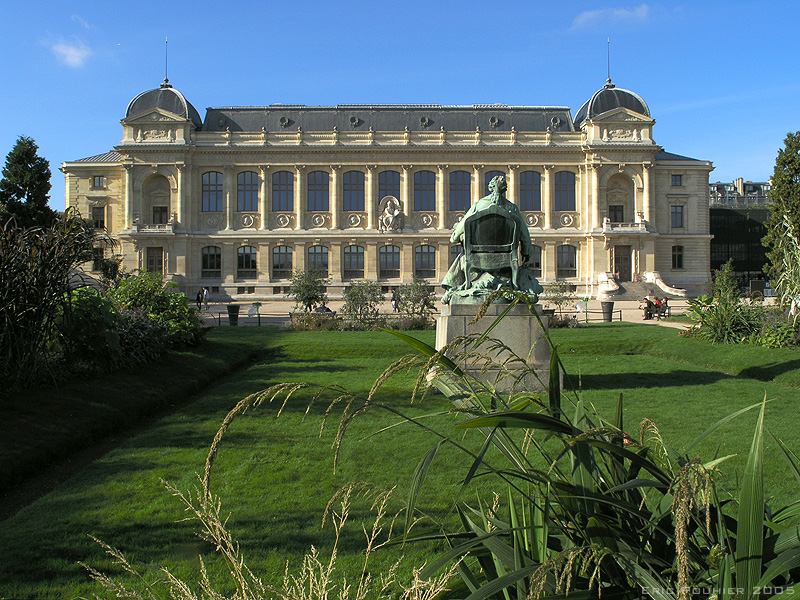
Галерея еволюції та скульптура Бюффона
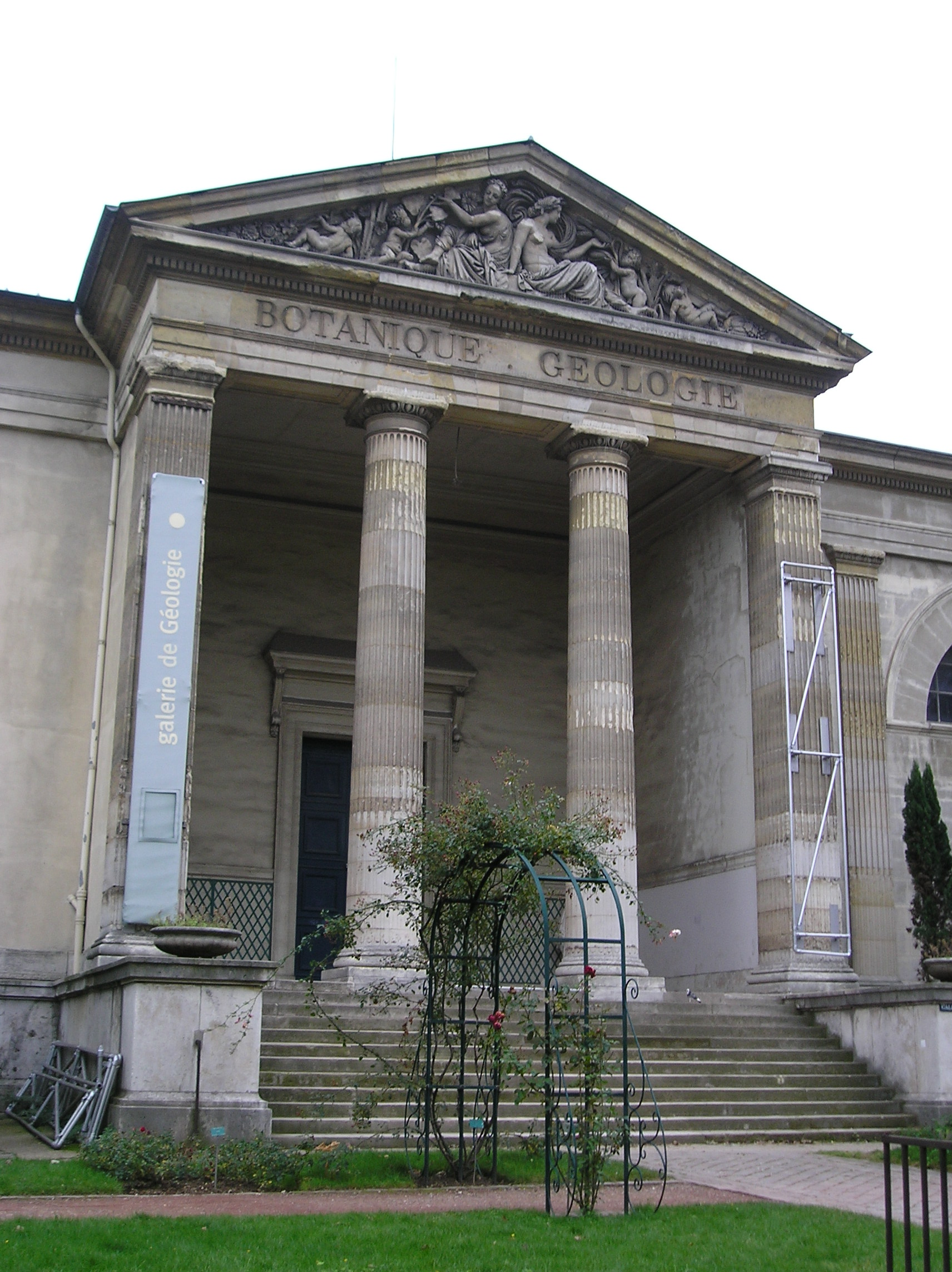
Ботанічна й Геологічна галереї
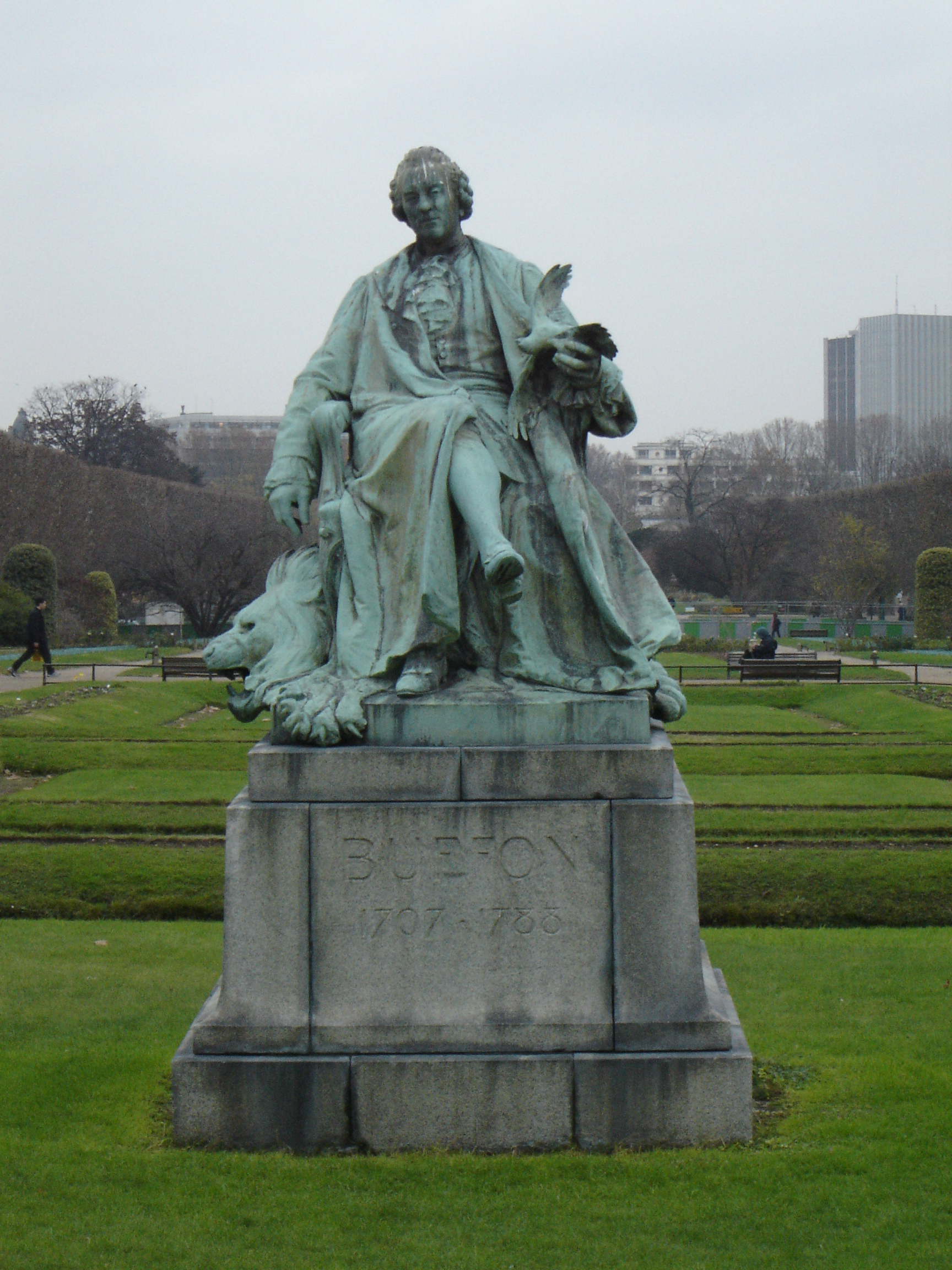
Статуя Бюффона
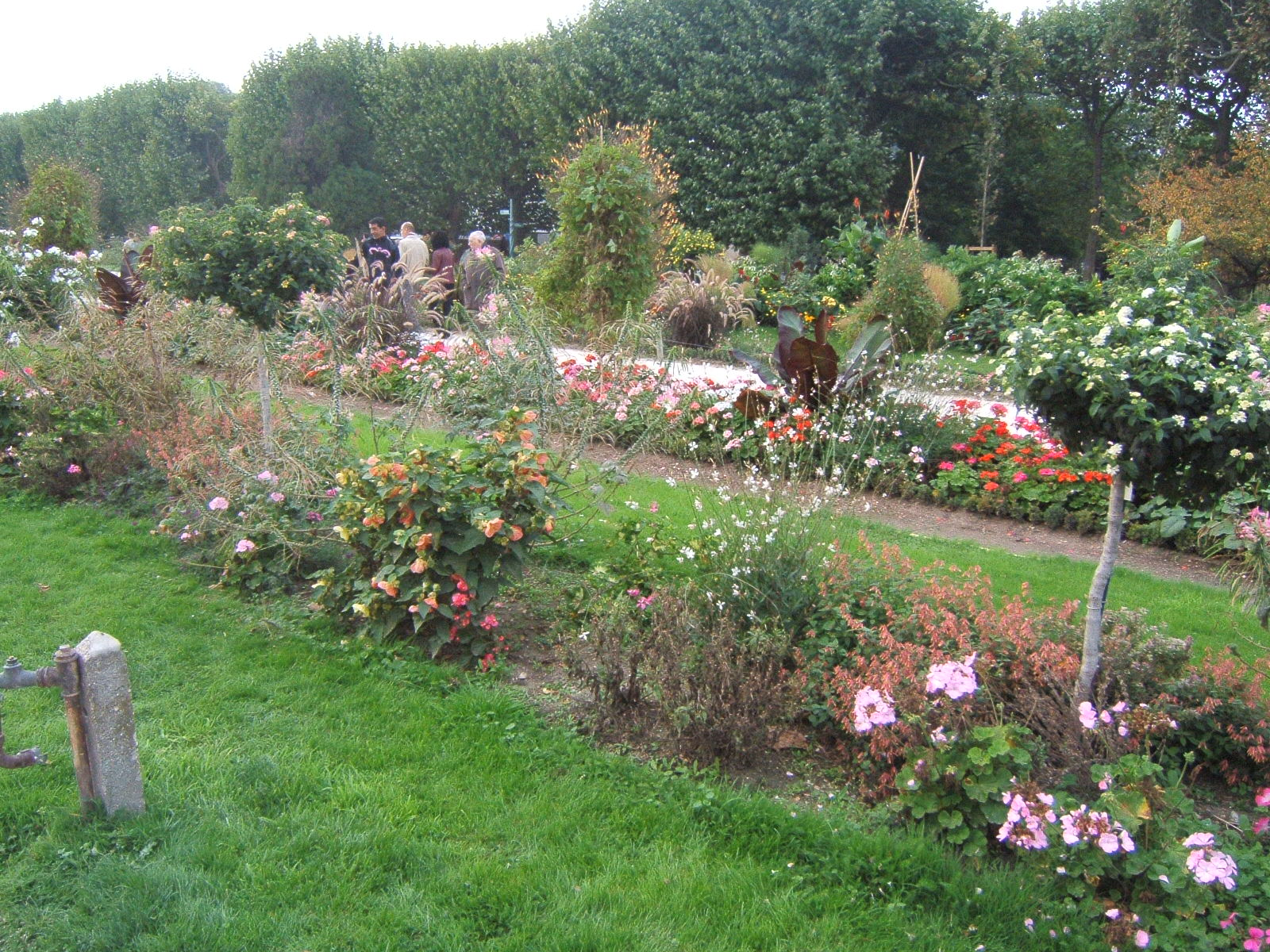
Сад рослин восени
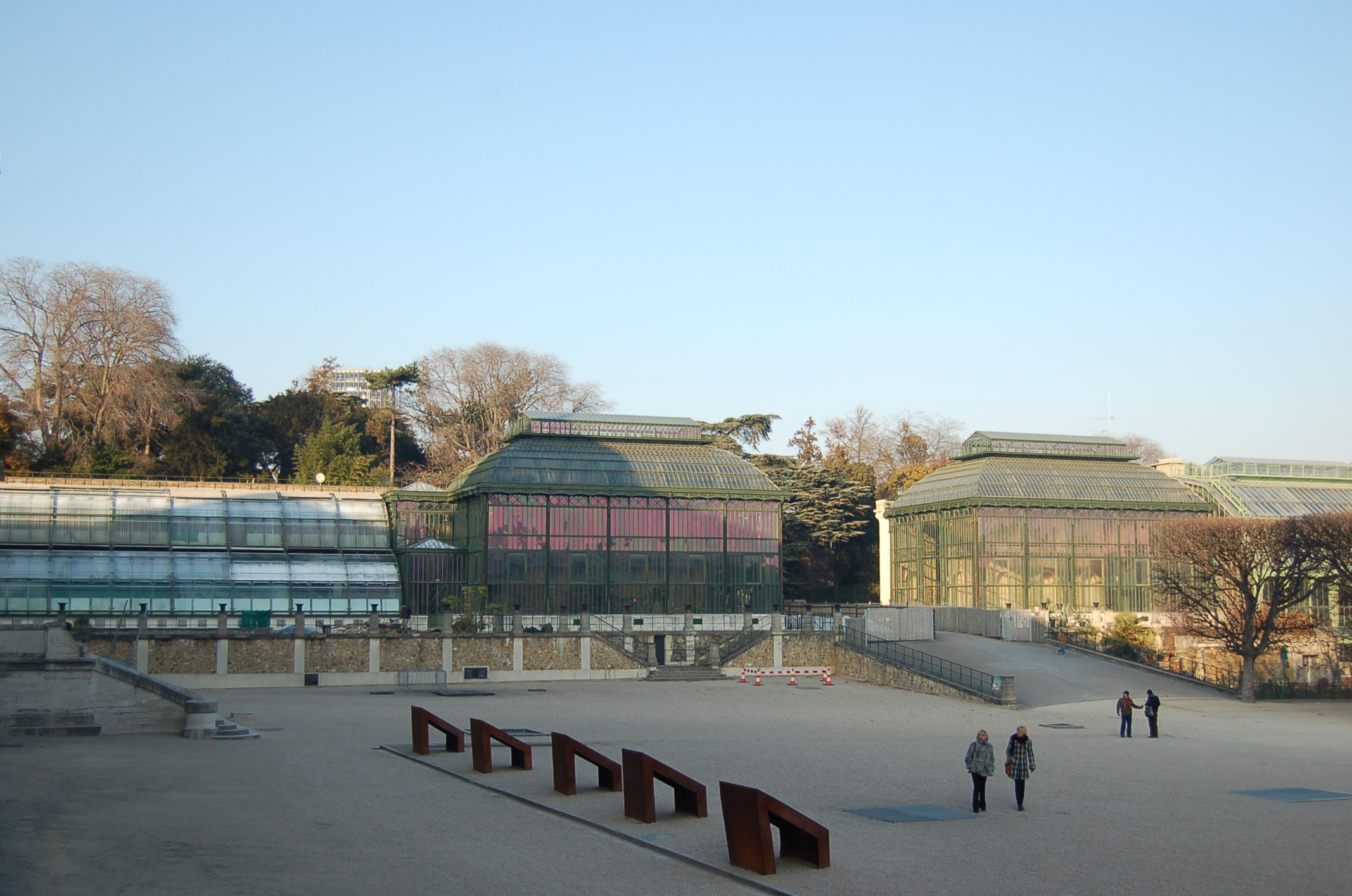
Serres, оранжереї 1830-х років
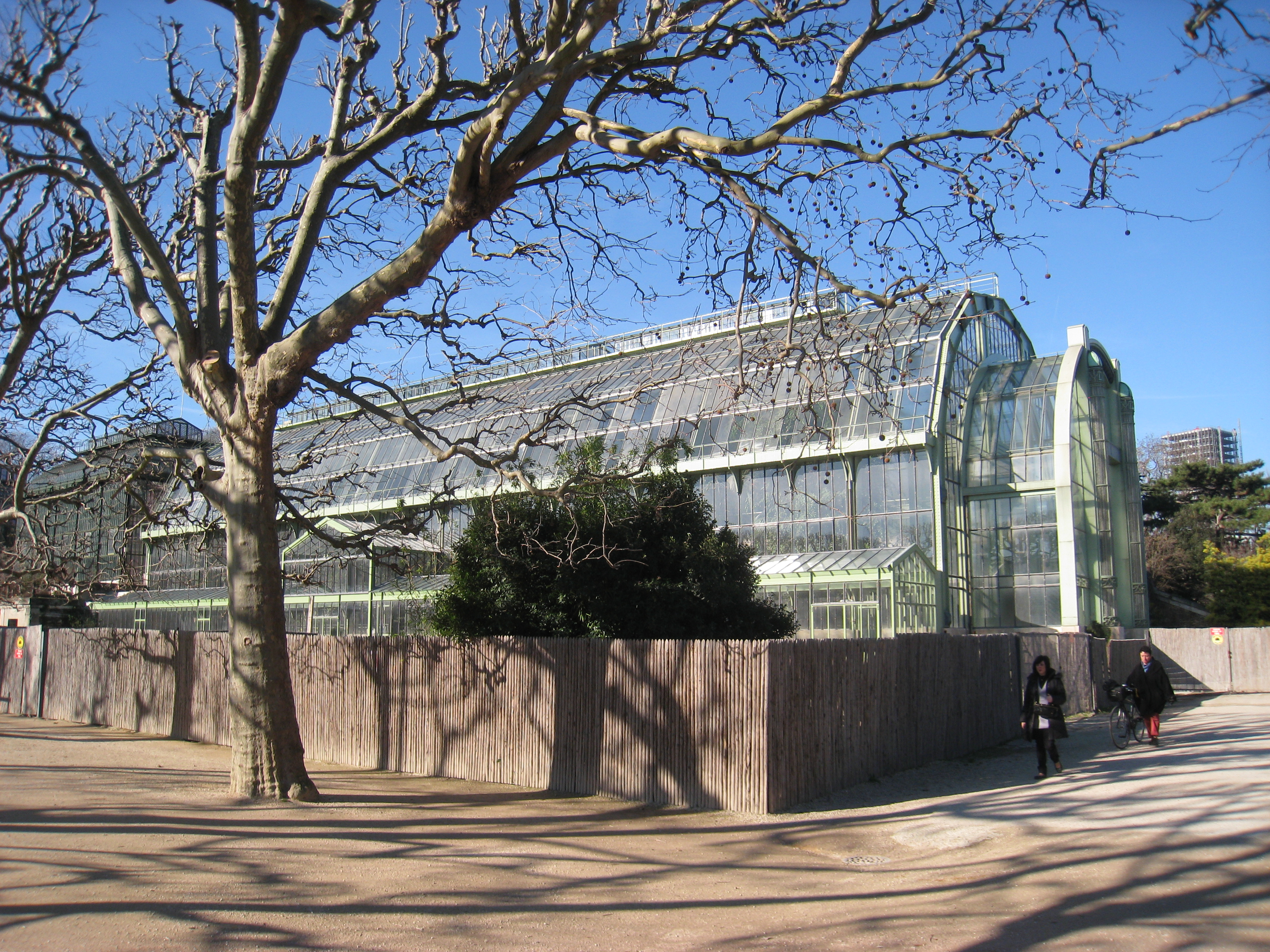
Оранжерея
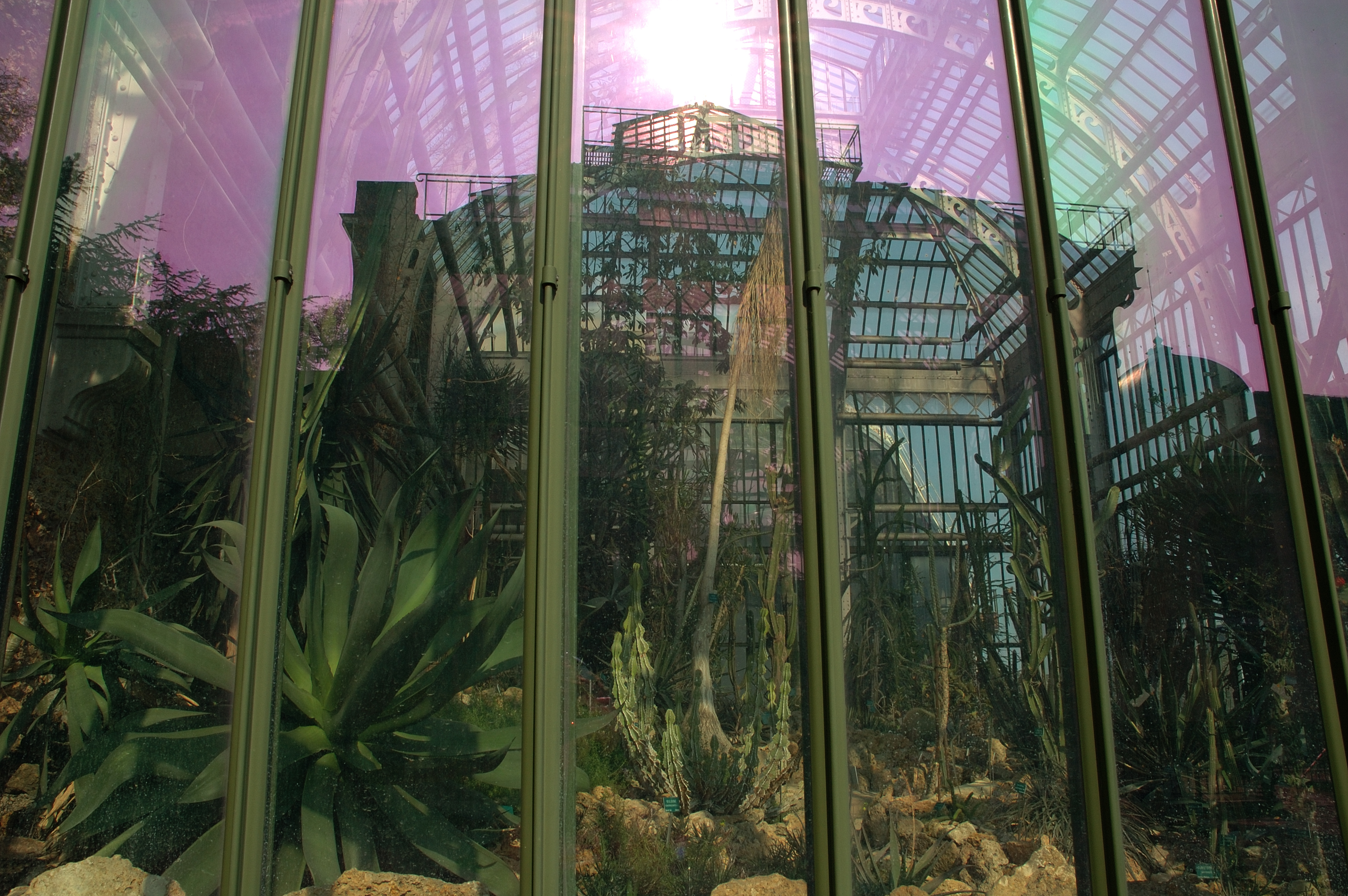
Оранжерея кактусів
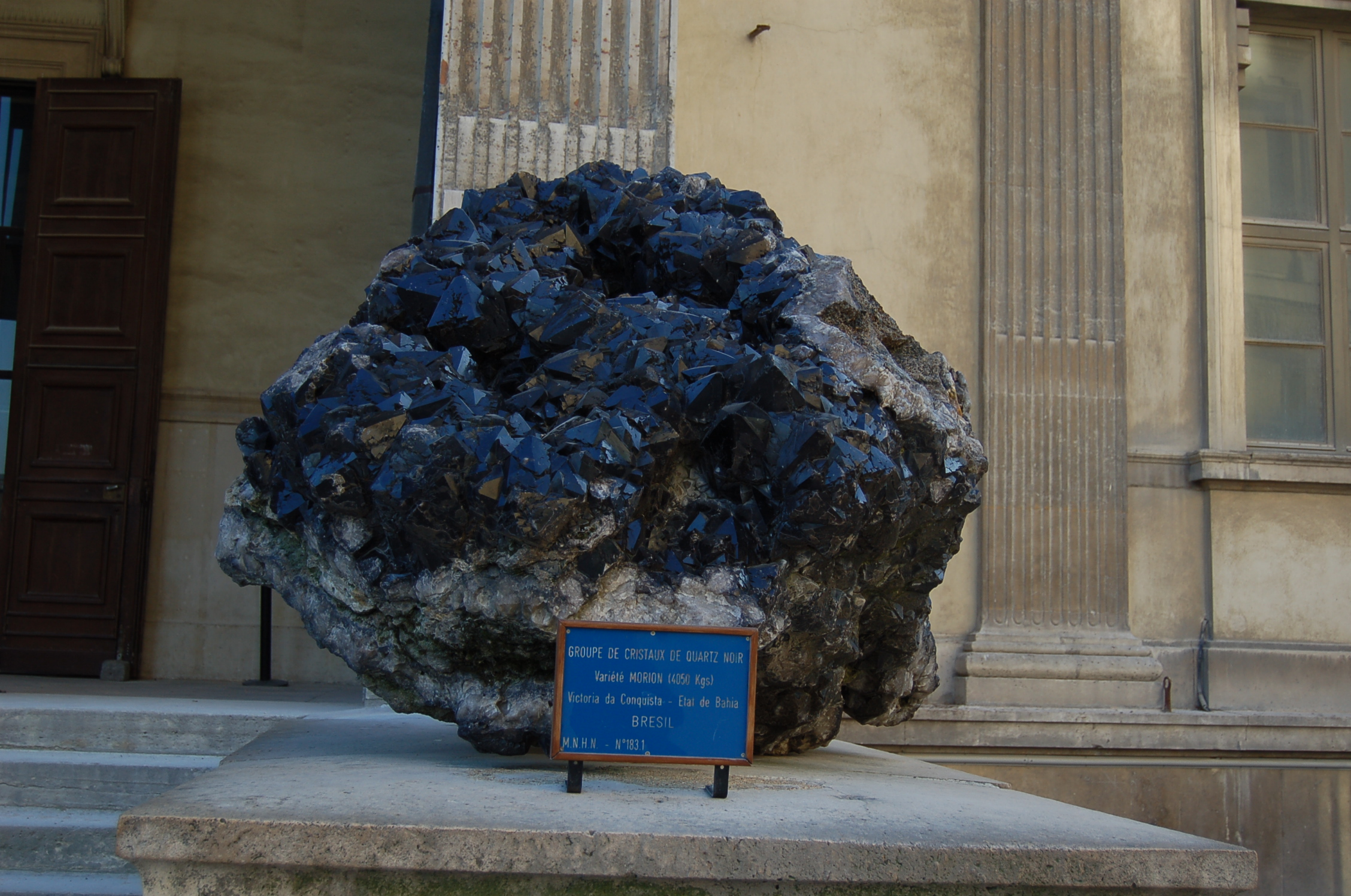
Чорний кварц вагою 4050 кг в Саду рослин